# Miótomo
Miótomo em zoologia é a porção de um tecido, no caso um somito embrionário do qual se produz a musculatura esquelética e posteriormente ao desenvolvimento embrionário, passa a ser a região de influência, um grupo de músculos agora chamados miótomo, do nervo espinhal sobre o músculo, onde cada raiz nervosa inerva (abastece nervos controlados). Em um invertebrado segmentado, miótomo são os músculos de um metâmero.